# Sonny (película)
Sonny es una película estadounidense de 2002, dirigida por Nicolas Cage. El film está protagonizado por James Franco, Harry Dean Stanton, Brenda Blethyn y Mena Suvari, con un cameo del propio director Cage.

## Sinopsis
Sonny Phillips vive en Nueva Orleans y ha pasado toda su vida trabajando de gigoló bajo las órdenes de su madre. Queriendo huir de esta vida, se alista en el ejército donde un compañero le promete un nuevo trabajo, pero cuando se licencia y vuelve a casa, el trabajo nunca llega. Sonny Phillips tendrá entonces que retomar su antigua profesión.

## Reparto
- James Franco como Sonny Phillips.
- Brenda Blethyn como Jewel Phillips.
- Harry Dean Stanton como Henry Wade.
- Mena Suvari como Carol.
- Josie Davis como Gretchen.
- Nicolas Cage como Acid Yellow.
- Scott Caan como Jesse.
- Seymour Cassel como Albert.
- Brenda Vaccaro como Meg.
- Willie Metcalf como Cal.
- Cary Wilmot Alden como Catherine.
- Graham Timbes como Troy.
- Wallace Merck como Scott.